# ペノーズ山
ペノーズ山（ペノーズさん、ポルトガル語: Monte Penoso）とは、アフリカ大陸のすぐ西の大西洋上に位置するソタヴェント諸島を構成する島の1つである、マイオ島に存在する山の1つである。なお、名称の「penoso」は「困難な」や「苦しい」といった意味のポルトガル語である。

## 地理

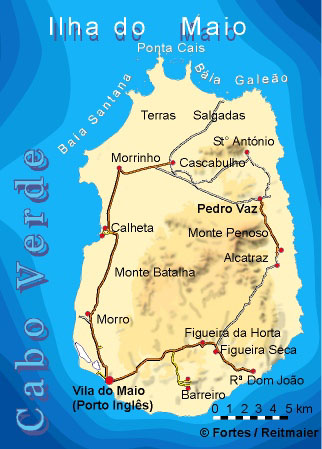
マイオ島の全島地図。Monte Penosoと書かれている場所がペノーズ山である。

ペノーズ山は、マイオ島の中央部のやや東寄りに位置していて、その山頂の標高は約437 mである。
この程度の標高であり、マイオ島の中央部には他にも幾つかの山が存在しているものの、同島においては、ペノーズ山が最高峰である。
ソタヴェント諸島は基本的に火山性の島々であり、火山として形成された山が幾つも見られる。そして、この山も、かつて成層火山として形成された山だとされている。なお、ペノーズ山の南南東にはブランコ山（標高約251 m）が存在しており、どちらの山も開発などから保護されている。